# Le Petit Poucet (film, 1972)
Pour les articles homonymes, voir Le Petit Poucet (homonymie).
Pour plus de détails, voir Fiche technique et Distribution.
Le Petit Poucet est un film français réalisé par Michel Boisrond, sorti en 1972.
Il s'agit d'une adaptation cinématographique du conte Le Petit Poucet de Charles Perrault.

## Synopsis
Il était une fois un bûcheron, sa femme et leurs sept garçons.
Ils vivaient pauvrement et étaient obligés pour survivre de travailler dur pour le château où Rosemonde, la petite princesse, est chérie par ses parents qui ne savent plus quoi lui offrir. Elle souffre de solitude.
Leur dernier cadeau, un papillon bleu, est emporté par le vent. Malgré toutes les recherches du roi, il reste introuvable.
Il atterrit chez Poucet, le dernier né du bûcheron.
Il va alors le rapporter en personne à la petite princesse.
Contente de trouver enfin un compagnon elle lui fait promettre de le revoir, mais la famine arrive...
Le bûcheron ne peut plus subvenir aux besoins de sa famille, aussi il va perdre ses enfants dans les bois. Poucet, qui a entendu ses parents préparer leur perte, ramasse des cailloux blancs et les sème sur le chemin. Les enfants peuvent donc rentrer à la maison. Le bûcheron réessaie le lendemain, et Poucet n'a eu le temps que de prendre des miettes de pain vite mangées par les oiseaux...

## Fiche technique
- Titre : Le Petit Poucet
- Réalisation : Michel Boisrond
- Scénario : Marcel Jullian[1], d'après le conte de Charles Perrault
- Musique : Francis Lai
- Parolière : Catherine Desage
- Maquette des costumes et des décors : Pace
- Supervision des costumes : Hector Pascual
- Décors : Robert Giordani, Claude Pignot
- Photographie : Daniel Gaudry
- Production : n/a
- Sociétés de production[2] : Universal Productions France, Mannic Films, Parc Film, Marianne Productions, Francos Films et ORTF,  Francos Films, Francis Cosne
- Sociétés de distribution : CIC - Cinema International Corporation
- Budget : n/a
- Pays d'origine :  France
- Langue originale : français
- Format[3] : couleur (Eastmancolor) - 35 mm - 2,35:1 (Cinémascope) - son Mono
- Genre : fantastique
- Durée : 75 minutes
- Dates de sortie[4] :
  - France : 9 décembre 1972
- Classification :
  - France : tous publics (conseillé à partir de 8 ans)[5],[6]
- Animaux : les loups du parc de Gévaudan et du parc de Thoiry
- Les animaux sauvages : filmer par les cinéastes animalier associés François Bel et Gérard vienne

## Distribution
- Jean-Christophe Maillot surnommé "Titoyo" : Le Petit Poucet
- Jean-Luc Bideau : Le Roi
- Marie Laforêt : La Reine
- Jean-Pierre Marielle : L'ogre
- Michel Robin : Le bûcheron
- Marie Henriau : La bûcheronne
- Michelle Marquais : La femme de l'ogre
- Jean-Marie Proslier : L'intendant
- Marianne Ridoret : la Princesse
- Roger Carel : le narrateur

## Distinctions

### Nominations
- Cinéma fantastique français 2012 : Meilleur contes pour Michel Boisrond[7].

## Sortie en DVD
À l'initiative de SND-Films, Le Petit Poucet est ressorti en DVD le 19 octobre 2011, assorti d'un bonus avec des interviews de Jean-Christophe Maillot, Jean-Pierre Marielle et Francis Lai, qui évoquent leurs souvenirs de tournage.
La version du film présente sur ce DVD n‘est pas la version originale : une séquence a en effet  été coupée sans avertissement ni mention dans les bonus ou sur la jaquette (l'arrivée des petites ogresses, le bénédicité et l'orgie de viande, soient une cinquantaine de secondes), au mépris de la continuité (les ogresses se retrouvent à table sans qu’on les aie jamais vues entrer en scène).

## Dérivé illustré
Dans la revue Lisette une adaptation illustrée à la manière des images d'Épinal a suivi le film de Michel Boisrond en raison de son fort succès. Sur un texte rédigé en cases, et non en bulles, par Henriette Bichonnier, avec des illustrations de François Bourgeon, l'histoire est parue de septembre à novembre 1972 en seize planches.